# 我部政明
我部 政明 （がべ まさあき、1955年 - ）は、日本の政治学者。琉球大学名誉教授。専門は、国際政治学・日本外交史・日米関係論。

## 略歴
沖縄県生まれ。琉球大学法文学部卒。慶應義塾大学大学院法学研究科修士課程修了、1983年同博士課程中退。在フィリピン日本大使館専門調査員を経て、琉球大学法文学部教授。2020年定年退職。
元山梨学院大学大学院社会科学研究科教授（日本政治史・沖縄問題）の我部政男は実兄。
日本による対韓輸出優遇撤廃に反対する、＜声明＞「韓国は「敵」なのか」呼びかけ人の1人。

## 著書

### 単著
- 『日米関係のなかの沖縄』（三一書房, 1996年）
- 『沖縄返還とは何だったのか――日米戦後交渉史の中で』（日本放送出版協会〈NHKブックス〉, 2000年）
- 『日米安保を考え直す』（講談社［講談社現代新書］, 2002年）
- 『世界のなかの沖縄、沖縄のなかの日本――基地の政治学』（世織書房, 2003年）
- 『戦後日米関係と安全保障』（吉川弘文館, 2007年　ISBN　9784642037792）オンデマンド版　2024年　ISBN　9784642737791

### 共編著
- （島袋邦）『ポスト冷戦と沖縄』（ひるぎ社, 1993年）
- （宮里政玄・新崎盛暉）『沖縄「自立」への道を求めて――基地・経済・自治の視点から』（高文研, 2009年）
- （神保哲生・宮台真司・真喜志好一・伊波洋一・大田昌秀）『沖縄の真実、ヤマトの欺瞞――米軍基地と日本外交の軛（神保・宮台（激）トーク・オン・デマンド８)』（春秋社, 2010年）
- （前田哲男・林博史）『〈沖縄〉基地問題を知る事典』（吉川弘文館, 2013年）ISBN　9784642080842
- （豊田祐基子）『東アジアの米軍再編――在韓米軍の戦後史』（吉川弘文館, 2022年）ISBN　9784642039161